# Língua navaja
O navajo (diné bizaad), às vezes grafado navaho, é uma língua indígena americana falada nos Estados Unidos e México por 150 mil índios navajos. Pertence ao grupo das línguas atabascas da família na-dené.

## História

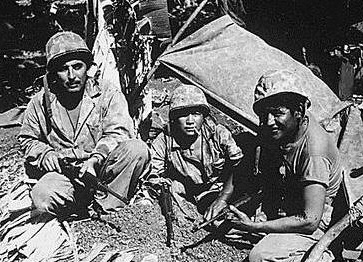
Navajos na Segunda Guerra Mundial.

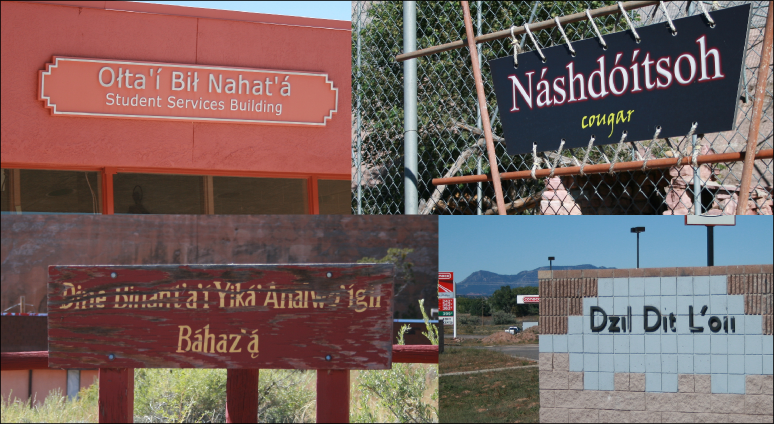
Exemplos de escrita navajo em letreiros. No sentido horário, da parte superior esquerda: Edifício de Serviços para Estudantes, Diné College; exposição de puma, Navajo Nation Zoo; centro comercial perto de Navajo, Novo México; aviso de estacionamento reservado, Window Rock

Durante a Segunda Grande Guerra (1939-1945), um código baseado em navajo foi utilizado para envio de mensagens seguras de rádio pela marinha estadunidense. Tal fato foi descrito no filme estadunidense de 2002 Windtalkers.
O navajo é a língua mais falada atualmente entre as populações indígenas nativas da América do Norte, com mais de 100 000 falantes nativos. É falado em larga escala pelos navajos de todas as faixas etárias, sendo que cerca de metade da população navaja fala esse idioma nos seus lares no seu dia a dia. Muitos dos pais ainda o ensinam como o primeira língua para seus filhos. Por isso, os navajos formam uma das pouquíssimas nações indígenas que usam a língua nativa na comunicação diária. No entanto, é uma língua em declínio, em especial nas áreas urbanas fora das reservas, onde, cada vez mais, os jovens vêm adotando a língua inglesa. Mesmo nas reservas, censos indicam que, entre 1980 e 1990, os navajos da 5 a 17 anos que falam somente inglês cresceram de 12% para 28%, tendo chegado a 43% no ano 2000. Hoje em dia, é possível estudar um mestrado no navajo na universidade técnico navajo (Navajo Technical University).  Além de havaiano, o navajo é um das únicas línguas indígenas em que se pode estudar na educação no nível da pós-graduação.

## Alfabeto
A transliteração do idioma navajo para o alfabeto latino iniciou-se em 1849 por James H. Simpson no seu Diário de Reconhecimento Militar.
Diversos missionários, a partir do início do século XX, passaram a produzir textos, gramáticas e dicionários de navajo, com diferentes versões. Em 1930, a Comissão de Assuntos Indígenas e a de Educação Indígena decidiram sobre a necessidade de desenvolver-se um alfabeto navajo padrão. Foram encarregados John Harrington, Robert Young, William Morgan e Oliver LaFarge, que concluíram os trabalhos em 1939. Os primeiros livros em navajo para crianças, um jornal mensal e um dicionário foram publicados. Esse alfabeto, porém, não se tornou popular entre os navajos em função de políticas de redução de verbas para as reservas, o que prejudicou sua aceitação para uso educacional.
Esse alfabeto latino para língua navajo não apresenta a vogal "u" nem as consoantes "f", "p", "q", "r", e "v". O "d" e o "t" podem apresentar o diacrítico horn (lit. "chifre", um apóstrofo: "dʼ" e "tʼ"), e o "l" pode ser barrado ("ł"). O "c" surge apenas no dígrafo "ch"; demais consoantes podem vir sozinhas ou seguidas de "h" (no casos do "s", "g" e "z"), havendo ainda as combinações "dl" e "kw". O "t" pode vir como "tl", "ts", e "tł", havendo ainda esses 2 últimos com "horn" ("tsʼ", e "tłʼ"). As vogais podem vir isoladas, marcadas com ogonek (cedilha virada à frente), ou nos ditongos "ao", "ei", "oi" e nos tritongos "aai", "aoo", "eii", "oii".

## Fonologia

### Vogais
As quatro vogais navajo: a, e, i e o podem ser "curtas", "longas" ou "nazalisadas". A nasalização é representada pelo ogonek (ex. "ą") e o prolongamento pela repetição (ex. "aa"). Apresentam quatro tons: "alto"  áá, "Baixo" aa, "crescente"  aá, "decrescente" áa'.

### Consoantes
Na tabela abaixo, é dada a pronúncia padrão conforme o alfabético fonético internacional:
|              |             | Bilabial | Alveolar  | Alveolar  | Palatal   | Velar   | Velar    | Glotal |
| ------------ | ----------- | -------- | --------- | --------- | --------- | ------- | -------- | ------ |
| Central      | Lateral     | Bilabial | Plena     | Labial    | Palatal   |         |          | Glotal |
| Plosiva      | Plena       | b [p]    | d [t]     |           |           | g [k]   |          | ʼ [ʔ]  |
| Plosiva      | Aspirada    |          | t [tʰ]    |           |           | k [kʰ]  | kw [kʷʰ] |        |
| Plosiva      | Ejetiva     |          | tʼ [tʼ]   |           |           | kʼ [kʼ] |          |        |
| Fricativa    | Plena       |          | dz [ts]   | dl [tl]   | j [tʃ]    |         |          |        |
| Fricativa    | Aspirada    |          | ts [tsʰ]  | tł [tɬʰ]  | ch [tʃʰ]  |         |          |        |
| Fricativa    | Ejetiva     |          | tsʼ [tsʼ] | tłʼ [tɬʼ] | chʼ [tʃʼ] |         |          |        |
| Continuativa | Muda/Fraca  |          | s [s]     | ł [ɬ]     | sh [ʃ]    | h [x]   | hw [xʷ]  | h [h]  |
| Continuativa | Forte       |          | z [z]     | l [l]     | zh [ʒ]    | gh [ɣ]  | ghw [ɣʷ] |        |
| Nasal        | Nasal       | m [m]    | n [n]     |           |           |         |          |        |
| Aproximante  | Aproximante |          |           |           | y [j]     |         | w [w]    |        |

Notas:
Ao contrário do "L" barrado, o "L" simples, forte, é foneticamente aproximante.
O navajo é pobre em consoantes labiais, como em geral são as línguas nativas do Noroeste dos Estados Unidos.
A letra "H" apresenta dois sons diferentes. É [x] quando inicial na raiz da palavra, e [h] quando ou final na palavra/raiz. Quando, porém, o som [x] é precedido por "s", escreve-se "x" e não "h", de modo a não se confundir com "sh".
A consoante "GH" é escrita "Y" antes de "i" e de "e", ficando palatizada como "w" antes de "o" (é labializada); é escrita "GH" antes do "A".
A glotal "?" nunca aparece no início de palavras.

### Sílabas
As sílabas das palavras "raiz" (substantivos, verbos) têm a formação CV(V)(C), sendo VV uma vogal longa; há sempre uma consoante e uma vogal no mínimo.
A maior parte dos prefixos tem a estrutura CV. Há exceções como os classificadores verbais tais como -ł-, -l-, -d-  que aparecem imediatamente antes da raiz de verbo formada por uma única consoante C . Há outros poucos prefixos na forma CVV (vogal longa) e alguns mais complexos como CVCCV;.
Para alguns, como Harry Hoijer, os prefixos verbais são todos CV. Para outros, como McDonough, os prefixos são sempre simplesmente C, com uma vogal (geralmente i) inserida apenas com objetivos fonéticos.
Todos verbos são dissilábicos. Alguns podem ter um prefixo consonantal aberto e simples, um prefixo faltando uma conexão ou até não ter prefixo antes da raiz. Nesses casos, para complementar essa regra de dissílabos, um prefixo sem significado é adicionado à raiz. Esse prefixo prosódico é chamado peg element ou "vogal pepet" conforme Edward Sapir;

### Processos Fonêmicos
As consoantes dorsais g, k, k, h, e gh tem variações fonéticas contextuais que dependem das vogais que as cercam. Se tornam palatais  quando antes de vogais frontais i e e; são velares antes de vogais posteriores a e o e labializadas diante da vogal arredondada  o.
Para gh, tanto a palatização como a labialização são representadas na ortografia respectivamente  por  y e  w. Para as demais consoantes não há representações de variantes fonéticas.
As consoantes fortes z, l, zh, gh no início das raízes se alternam com suas respectivas consoantes mudas (fracas) s, ł, sh, h, As  fracas ocorrem quando precedidas por consoantes também fracas como  s, sh, h ł
As consoantes fortes aparecem entre  vogais ou entre consoante forte e vogal. Desse modo, em geral, navajo não apresenta contrastes entre continuantes fracas ou fortes.
Porém, em certos substantivos-raiz, a consoante continuante inicial enfraquece quando for intervocálica.
O s fraco inicial numa raiz se alterna com a inicial forte y. As raízes com alternância s~y derivam-se dos *x* ou *y* do  proto-atabascano. As raízes com alternância s~z vem do *z* proto-atabascano;
O navajo apresenta harmonia consonantal sibilante coronal. Tem sibilantes alveolares nos prefixos se assimilando às sibilanrtes pós-alveolares nas raízes e também pós-alveolares sibilantes no prefixo se assimilando a alveolares sibilantes na raiz.

## Gramática
O navajo é tipologicamente uma língua aglutinante, polissintética, com marcadores no núcleo, porém muitos de seus afixos combinam com as raízes mais como uma língua fusiva. A ordem das palavras na sentença é SOV. As palavras atabascanas são modificadas principalmente por prefixos, o que é raro entre línguas SOV, onde o normal é o uso de sufixos.
Navajo é uma língua de muitos verbos, os quais preponderam em relação aos substantivos. Além das funções verbo e substantivo há também o pronome, o clítico de várias funções, demonstrativo, numeral, posposição, advérbio e conjunção; Harry Hoijer agrupou os itens acima na classe em "partículas". Não há nada em navajo que se assemelhe ao adjetivo, cuja função é feita por verbos.

### Substantivos
Conceitos expressos por substantivos em outros idiomas em navajo aparecem como verbos. A maior parte dos substantivos não varia em número, nem em caso. Sentenças substantivas quase não são necessárias, em função das muitas informações contidas nos verbos.
São dois os principais tipos de substantivos em navajo: Os simples e os derivados de verbos (chamados "deverbais"). Os simples são modificáveis por prefixos possessivos. Exs: béézh "faca", bibeezh "faca dela"; hééł "pacote", shiyéél "meu pacote".
Substantivos deverbais são verbos ou sentenças verbais que são "substantivados" por enclíticos ou convertidos em substantivos via "derivação" (verbos usados sintaticamente como substantivos sem adição de partículas de substantivação); Exemplo, a palavra que significa relógio se deriva de um verbo que indica "mover-se lentamente em círculos" ao qual se adiciona um "i". Outro exemplo: hataałii "cantor" (vem de hataał "ele canta" + =ii; substantivos deverbais incluem palavras como "porta de saída" que vem do verbo "algo que faz um trajeto horizontal", ou mesmo hoozdo nome dado a Phoenix, Arizona: "Um lugar que é quente" . Os deverbais podem ser bem longos e complexos, como as longas palavras para tanque de guerra ou trator caterpillar que vem ambas de "carro que se arrasta", ou "canhão" que vem de "faz grande explosão"; mesmo a expressão "dentro de alguma coisa" vem de "eles sentam", todos com os devidos substantivadores";

### Verbos
O principal elemento do navajo é o verbo, o qual é bastante complexo, sendo composto de uma raiz simples à qual se juntam prefixos inflexionais ou derivacionais. Cada verbo deve apresentar ao menos um prefixo. Os prefixos são juntados à raiz do verbo numa ordem específica.
O verbo navajo se apresenta dividido em dois componentes. Seu núcleo se compõe de uma raiz e um sufixo muitas vezes "fundido" nessa raiz. A raiz com um prefixo classificador (às vezes com outro tipo de prefixo temático) forma o chamado "tema" do verbo. Os prefixos temáticos são de natureza não produtiva, tem funções derivacionais, não tendo muitas vezes um significado claramente definido. Um prefixo temático, como o arcaico yá-, que só se usa na raiz do verbo "falar", o torna "ele está falando";. Isso é um tema que se combina com um prefixo derivacional, formando verbo base. Por fim vêm os prefixos inflexionais (chamados por Young & Morgan de "paradigmáticos") se fixam à base, formando um verbo dito nompleto em navajo; A maior quantidade de prefixos possíveis para um verbo é oito.

#### Tabela de verbos
Os prefixos presentes num verbo navajo seguem um sequência especifica mais ou menos rígida. Usa-se uma tabela de "espaços a preencher" que define essa morfologia. Ver a seguir a primeira e mais tradicional proposta de uma tabela elaborada por Young & Morgan (1987),  Edward Sapir e Harry Hoijer. Além dessa tabela outras com mesmos objetivos foram desenvolvidas por outros especialistas em línguas atabascanas;
Os verbos raramente apresentam prefixos para todas as posições da tabela. Cada verbo se compõe da raiz e um grupo de prefixos que se dividem em grupo de prefixos conjuntos e grupo de prefixos disjuntos. Os disjuntos se posicionam no extremo externo esquerdo do verbo. Os conjuntos ficam mais próximos da raiz, após os disjuntos. Esses dois tipos de prefixos se distinguem entre si por seu comportamento fonético.
| Prefixos disjuntos | Prefixos conjuntos | Raiz |
O complexo de prefixos pode ser subdividido em onze posições, algumas das quais são ainda subdivididas em outras posições;
Os prefixos geralmente ficam em sua posições específicas fixas a tabela a seguir. Porém, há casos de mudança de sequência pelo processo de metátese como, por exemplo, no caso de um 3i (pronome objeto) ficar geralmente antes de di-, como em  adisbąąs "Esou começando a dirigir um veículo com rodas" [< ʼa- + di- + sh- + ł + -bąąs].
| Prefixos Disjuntos | Prefixos Disjuntos | Prefixos Disjuntos  | Prefixos Disjuntos | Prefixos Disjuntos | Prefixos Conjuntos | Prefixos Conjuntos | Prefixos Conjuntos  | Prefixos Conjuntos | Prefixos Conjuntos | Prefixos Conjuntos | Raiz |
| ------------------ | ------------------ | ------------------- | ------------------ | ------------------ | ------------------ | ------------------ | ------------------- | ------------------ | ------------------ | ------------------ | ---- |
| 0                  | 1a                 | 1b                  | 2                  | 3                  | 4                  | 5                  | 6                   | 7                  | 8                  | 9                  | 10   |
| Pós-posição objeto | "Pós-posição nula" | Adverbial- Temático | Iterativo          | Plural             | Objeto direto      | Referencial        | Adverbial- Temático | Modo- aspecto      | Sujeito            | Classificador      | Raíz |

#### Inflexão pronominal
Os verbos navajos apresentam prefixos pronominais podem marcar tanto o sujeito como o objeto. Esses prefixos variam em alguns modos, em especial no modo perfeito (ver os "modos e aspectos em navajo" nesta  página); Os prefixos declinam conforme a pessoa e número gramaticais.
Ver, a seguir, os prefixos básicos do sujeito e do objeto com suas abreviações (conforme Young & Morgan):
| Número          | Prefixos do Sujeito | Prefixos do Sujeito | Prefixos do Objeto | Prefixos do Objeto |
| Número          | Singular            | Dual-Plural         | Singular           | Dual-Plural        |
| --------------- | ------------------- | ------------------- | ------------------ | ------------------ |
| Primeira (1)    | -sh-                | -iid-               | shi-               | nihi-              |
| Segunda (2)     | ni-                 | -oh-                | ni-                | nihi-              |
| Terceira (3)    | -Ø-                 | -Ø-                 | bi-                | bi-                |
| Terceira (3o)   | -Ø-                 | -Ø-                 | yi-                | yi-                |
| Quarta (3a)     | ji-                 | ji-                 | ha- ~ ho-          | ha- ~ ho-          |
| Indefinida (3i) | ʼa-                 | ʼa-                 | ʼa-                | ʼa-                |
| Espaço (3s)     | ha- ~ ho-           | ha- ~ ho-           | ha- ~ ho-          | ha- ~ ho-          |
| Reflexiva       | –                   | –                   | (ʼá)-di-           | (ʼá)-di-           |
| Recíproca       | –                   | –                   | ʼahi-              | ʼahi-              |
Os prefixos ocorrem em duas posições: O Primeiro e o Segundo (-sh-, -iid-, ni-, -oh-) aparecem na posição 8, logo antes dos Prefixos Classificadores. O Quarto, Indefinido e "Espaço" são prefixos de Sujeito (ji-, ʼa-, ha-~ho-) chamados de "Pronomes Referenciais do Sujeito"  ficam na posição 5; O Sujeito da Terceira Pessoa se caracteriza pela ausência de Prefixo, usualmente indicado como Zero, -Ø-, na posição 8; Os Prefixos de Objeto podem ocorrer tanto na posição 4. como na posição 1 a (Pós posições nulas) ou mesmo na posição 0 como Objeto de Pós-posições que tenham sido incorporadas ao Complexo do Verbo.
O prefixo do Sujeito da Quarta pessoa grammatical, ji- é como uma Terceira pessoa Obviativa. Refere-se primariamente a Pessoas ou Animais devidamente Personificados (diferente da Terceira pessoa convencional); Usa-se em alguns casos:
- Referindo-se ao personagem Principal numa narrativa.
- Fazendo distinção entre duas terceiras pessoas referidas.
- Referindo-se de forma polida ou mesmo impessoal a algumas pessoas – Exemplo: ao falar com filhos de sexo oposto, admoestando-os; algo como a distinção T-V (respeitosa) do Francês ou Alemão;

Como impessoal, funciona como um "alguém", tal como em béésh bee njinéego hálaʼ da jiigish "alguém Pode cortar a mão de alguém ao brincar com facas". O Prefixo "espaço" pode ser entendido como  "área, local, espaço, algo não personalizado", como por exemplo em halgai "o local é branco" e nahałtin "impessoal está chovendo". O Prefixo tem duas formas: ha- e ho- com ho- tendo formas derivadas como hw- e hwi-.
Exemplo desse paradigma no verbo "Sentir Frio" (Modo imperfeito) que mostra os Prefixos do Sujeito:
|                 | Singular                                            | Singular                                            | Dual-Plural                                         | Dual-Plural                                         |
| --------------- | --------------------------------------------------- | --------------------------------------------------- | --------------------------------------------------- | --------------------------------------------------- |
| Primeira        | yishtin                                             | "Eu sinto frio"                                     | yiitin                                              | "nós (2+) sentimos frio"                            |
| Segunda         | nitin                                               | "você sente frio"                                   | wohtin                                              | "vocês (2+) sentem frio"                            |
| Terceira        | yitin "Ele, Ela, Eles, Elas sente + sentem frio"    | yitin "Ele, Ela, Eles, Elas sente + sentem frio"    | yitin "Ele, Ela, Eles, Elas sente + sentem frio"    | yitin "Ele, Ela, Eles, Elas sente + sentem frio"    |
| Quarta (3a)     | jitin "Ele, Ela, Eles, Ela(s) sente ou sentem frio" | jitin "Ele, Ela, Eles, Ela(s) sente ou sentem frio" | jitin "Ele, Ela, Eles, Ela(s) sente ou sentem frio" | jitin "Ele, Ela, Eles, Ela(s) sente ou sentem frio" |
| Indefinido (3i) | "Alguém (ou algo) sente frio (congela)"             | "Alguém (ou algo) sente frio (congela)"             | "Alguém (ou algo) sente frio (congela)"             | "Alguém (ou algo) sente frio (congela)"             |

#### Classificadores (Transitividade)
Os Classificadores ("classifiers[ligação inativa]") são os Prefixos da posição 9 (a mais próxima à Raiz do Verbo) que marcam a Transitividade do Verbo, sendo indicadores Valência e de Voz Gramatical. Mesmo com essa denominação, esses Prefixos nada classificam, nem têm relação com as partes classificadoras do Verbo. São quatro os Classificadores: -Ø-, -ł-, -d-, -l-. O -Ø- indica a ausência de Prefixo (morfema Zero).
O Classificador -ł- é um Prefixo Causativo e Transitivador de verbos Ativos. Pode também tornar Transitivo um Intransitivo -Ø- como em: yibéézh "isso está fervendo" (yi-Ø-béézh), yiłbéézh "Ele está fervendo isso"; Ou em (yi-ł-béézh); naʼniyęęsh "Esse líquido flui sinuosamente" ; (naʼni-Ø-yęęsh), naʼniłhęęsh "Ele faz esse líquido fluir sinuosamente" (naʼni-ł-yęęsh).
O Classificador -d- aparece na maioria dos Verbos Passivos, Meio-Passivos, Reflexivos e Recíprocos, os quais derivam de Verbos com o classificador -Ø-: yizéés "Ele está tostando algo" (yi-Ø-zéés), yidéés "algo está sendo tostado" (yi-d-zéés).
O Classificador -l- (barrado) aparece na maioria dos Verbos Passivos, Meio-Passivos, Reflexivos e Recíprocos, os quais derivam de Verbos com o classificador -l-; como em néíłtsááh "Ele está secando algo" (ná-yi-ł-tsááh), náltsááh "algo está sendo secado" (ná-l-tsááh).
Em alguns verbos, esses classificadores não marcam transitividade, sendo considerados simplesmente como Temáticos que ocorrem nas Raízes desses Verbos.
Outros Verbos podem apresentar os quarto Classificadores:
- siʼą́ "Objeto arredondado está posicionado" (-Ø-ʼą́)
- haatʼą́ " Objeto arredondado foi extraído (para cima e para fora)" (-d-ʼą́)
- séłʼą́ "Eu mantenho o Objeto arredondado  posicionado" (-ł-ʼą́)
- néshʼą́ "Eu tenho minha cabeça posicionada" (-l-ʼą́)

#### Verbos Classificatórios
Em Navajo, há raízes de verbos que classificam objetos pela sua forma, outras características físicas, também descrevendo seu estado ou movimento. São os chamados verbos classificatórios das Línguas Atabascanas, usualmente identificados por rótulos de Acrônimos e Inicialismos. São onze as Raízes verbais de classificação primária de manuseio, que estão listadas abaixo apresentadas no Modo Perfeito.
| Classificador + Raiz | Rótulo | Explicação                   | Exemplos                                        |
| -------------------- | ------ | ---------------------------- | ----------------------------------------------- |
| -ʼą́                  | ORS    | Objeto ar-Redondado Sólido   | Garrafa, Bola, bota, caixa etc.                 |
| -yį́                  | PCP    | Pacote, Carga, Peso          | Mochila, Saco, Bolsa, Mala, Caixa etc.          |
| -ł-jool              | MNC    | Matéria Não Compacta         | Grama, Cabelos, Nuvem, Neblina.                 |
| -lá                  | ODF    | Objetos Delgados e Flexíveis | Corda, Meia, Gravata etc.                       |
| -tį'                 | ODR    | Objetos Delgados e Rígidos   | Flecha, Estilete, Bracelete, Serrote etc.       |
| -ł-tsooz             | OPF    | Objeto Plano e Flexível      | Saco, Fatia de carne, Casaco etc.               |
| -tłééʼ               | MP     | Material Pastoso             | Sorvete, Lama, Massas                           |
| -nil                 | PL1    | Plurais 1                    | ovos, bolas, animais, moedas etc.               |
| -jaaʼ                | PL2    | Plurais 2                    | granéis, sementes, pós, insetos etc.            |
| -ką́                  | RA     | Recipiente Aberto            | copo, colher cheia, recipiente com farinha etc. |
| -ł-tį́                | ANI    | Animados ou relacionados     | micróbio, pessoa, cadáver, boneca etc.          |

Em Navajo, não há um verbo com o significado de Dar. A ação de Dar pode ser expressa de 11 maneiras diferentes, em função do tipo de objeto; Por exemplo, para os ODR usa-se o verbo nítįįh e para os MNC usa-se o verbo níłjool';
Além disso, as raízes dos verbos primários classificatórios podem definir como ocorre o movimento do objeto, havendo 3 diferentes categorias:
1. Manuseando, Carregando
2. Lançando, Jogando
3. Movimento Livre (queda, voo das aves)

Para um ORS, teríamos:  -ʼą́ "manusear",  -neʼ "Lançar",-l-tsʼid "mover-se livremente".

#### Modos e Aspectos
A língua Navaja tem grande quantidade de Aspectos, Modos e Tempos gramaticais, os quais são indicados por alternâncias envolvendo Vogais, Tons e mesmo Sufixos na Raiz do verbo, combinados também com os Prefixos.
Consideram-se sete Modos, doze aspectos e dez Sub-aspectos. O termo "Modo" é usado, porém, a maior parte do que é indicado por Modo seja realmente Aspecto. Cada Verbo Navajo ocorre em combinações de categorias de Modos e de aspectos.

##### Modos
Navajo apresenta os seguintes Modos
- Imperfeito
- Perfeito
- Progressivo
- Futuro
- Usual
- Iterativo
- Optativo

Os modos acima apresentam cinco formas distintas nas Raízes dos Verbos. Ver exemplo para o Verbo Brincar (no sentido de irritar, provocar):
| Modo               | forma - Raiz |
| ------------------ | ------------ |
| Imperfeito         | -né          |
| Perfeito           | -neʼ         |
| Progressivo/Futuro | -neeł        |
| Usual/Iterativo    | -neeh        |
| Optativo           | -né          |

Os Modos Progressivo e o Futuro compartilham uma mesma Forma de Raiz, assim como os Modos Usual e Iterativo. Por vezes, como no caso acima, o Optativo e o Imperfeito apresentam-se iguais, mas podem também ser diferentes.
O Imperfeito indica Ação ou Fato iniciado mas ainda incompleto; Embora esse Modo não se refira a tempo, é entendido como Presente:  yishááh - "Estou (agora) indo (ou vindo)", yishą́ "Estou (neste momento) comendo". Com Advérbios adicionados, o Imperfeito pode indicar Presente, Passado, Futuro. Esse Modo usado na segunda pessoa indica o Imperativo.  O Imperfeito apresenta uma forma de Raiz Imperfeita e quatro Paradigmas em Prefixos de diferentes Modos-aspectos:
- (1) Com o Prefixo terminativo ni- na posição 7 como em  nishááh "Estou (no ato) chegando"
- (2) Com o Prefixo estativo si- na posição 7 como em shishʼaah "Estou (no ato) de solicitar uma vaga",
- (3) Sem Prefixo na posição 7 (ident. com Ø-) com em yishcha "Estou chorando"
- (4) Com o Prefixo transicional yi- ouyi- na posição 6 – sem haver prefixo na posição 7..

O Perfeito indica Ação ou Fato concluído, completo, correspondendo normalmente ao Passado como em:  yíyáʼ "Eu cheguei Fui, Vim" ou yíyą́ą́ʼ "Eu comi ". Porém, como o Perfeito não é um Tempo, o mesmo pode ser usado para se referir a fatos não no passado, pode ser o Futuro. Aí equivale a "Terei  + VERBO. O Perfeito apresenta uma forma de Raiz e quatro Paradigmas em Prefixos de diferentes Modos-aspectos:
- (1) com um yí- Prefixo perfeito com Tom Alto na posição 7 como em yíchʼid "eu arranhei aquilo".
- (2) com um ní- Prefixo terminativo com Tom Alto na posição 7 como em níyá "Cheguei".
- (3) com um sí- Prefixo estativo com Tom Alto na posição 7 como em sélį́į́ʼ "Eu tostei aquilo".
- (4) com um yi- Prefixo transicional com Tom Alto na posição 6 (Ø- na pos. 7) como em yiizįʼ "eu (me) levantei".

O Aspecto Contínuo e Progressivo indica Ação ou Fato que está ocorrendo sem referências a seu Início ou Fim. Equivale ao Verbo Ser + Gerúndio, como se fosse "o tempo todo". Exemplo: yishááł "Eu estou caminhando (não sei quando paro), similar a yishtééł "Eu estou carregando (isto)".
O Modo Futuro é isso mesmo, como em: deeshááł "Irei (ou Virei)"' ou deeshį́į́ł "Eu comerei algo". O Progressivo tem o Prefixo correspondente yi- na posição 7 e o Futuro tem o Prefixo Inceptivo di- na posição 8 e Prefixo Progressivo  yi- na posição 9.
O Usual indica Ação ou Fato repetitivo que acontece de forma costumeira, como em : yishááh "Eu costumo ir", yishdlį́į́h "Eu costumo beber". O Modo Iterativo indica um frequente ação recorrente que se repete de forma costumeira como em: chʼínáshdááh "Sair costumeirtamente"; náshdlį́į́h "Eu bebo repetidamente"; nínádiishʼnahgo gohwééh náshdlį́į́h "Eu tomo café ao acordar"; Esses dois, Usual e Iterativo, se distinguem pelo Prefixo Repetitivo ná- na posição 2 e por vezes pelo Prefixo Classificador -d- ou -ł- na posição 9.
O Modo Optativo indica intenção ou desejo Negativo ou Positivo. Esse modo é usado em adição a uma partícula adverbial que segue o Verbo. Exemplo: laanaa e lágo: nahółtą́ą́ʼ laanaa "Eu gostaria que chovesse", nahółtą́ą́ʼ lágo "Eu espero que não chova". Nos verbos Pontuais esse modo pode ser usado como um Imperativo Negativo: shinóółʼį́į́ʼ (lágo) "Não olhe para mim!". Com certas formações adverbiais o Optativo pode indicar Potencialidade Negativa ou Positiva.

##### Aspectos e subaspectos
Aspectos Primários:
- Momentâneos – ocorre puntuais no tempo
- Continuativo – prazo e distância não definidos – direção específica
- Durativo – prazo não definido, não implica movimento, é contínuo, sem interrupção
- Repetitivo – Ações conexas e repetidas em série
- Conclusivo – Como o Durativo, mas perfeito terminando em efeito estático
- Semelfativo – Ação única numa série repetitiva de fatos
- Distributivo – Manipulação distributiva de objetos ou performance de ações
- Diversativo – Movimento distribuído entre objetos (similar a Distributivo)
- Reversativo – Resulta em mudança direcional
- Conativo – Tentativa de ação
- Transicional – Mudança de um estado para outro
- Cursivo – Progressão em linha através do Espaço/tempo (só no Modo Progressivo)

Sub-aspectos:
- Completivo – Ação simplesmente ocorre
- Terminativo – Ação cessa, pára
- Estativo - Sequencialmente durativo e estático
- Inceptivo – Início da ação
- Terminal – Ação inerentemente terminal
- Prolongativo – Paralisação no ato de iniciar ou concluir a ação
- Seriativo – Série interconectada de ações sucessivas, separadas e distintas
- Incoativo – Focado no início de ação sem movimento
- Reversional – Volta ao estado/ local inicial
- Semeliterativo – Repetição única de ação

Os modos navajos podem ocorrer juntos em aspectos vários. Como exemplo o Verbo "Cai Chuva" pode estar no Modo Perfeito com Aspectos Momentâneo e Distributivo. Assim como nos Modos, diferentes Aspectos apresentam diferentes formações da Raiz, mesmo num mesmo Modo. Um determinado verbo terá um conjunto de formações da Raiz que podem ser classificadas tanto num tipo de Modo com num tipo de Aspecto
Os paradigmas de modo e de aspecto são apresentados a seguir, para 2 verbos:
|                          | Imperfeito | Perfeito | Progressivo- Futuro | Usitativo- Iterativo | Optativo |
| Momentaneo               | -chʼííł    | -chʼil   | -chʼił              | -chʼił               | -chʼííł  |
| Transicional             | -chʼííł    | -chʼiil  | -chʼił              | -chʼił               | -chʼííł  |
| Continuativo, Conclusivo | -chʼil     | -chʼil   | -chʼił              | -chʼił               | -chʼil   |
| Semelfativo              | -chʼił     | -chʼił   | -chʼił              | -chʼił               | -chʼił   |
| Repetitivo               | -chʼił     | –        | –                   | –                    | –        |
| Conativo                 | -chʼiił    | -chʼil   | -chʼił              | -chʼił               | -chʼiił  |

|                                        | Imperfeito | Perfeito | Progressivo- Futuro | Usitativo- Iterativo | Optativo |
| Momentaneos, Diversativo, Distributivo | -chįįh     | -chą́ą́ʼ   | -chįįł              | -chįįh               | -chą́ą́ʼ   |
| Continuativo                           | -chą́ą́ʼ     | -chą́ą́ʼ   | -chį́į́ł              | -chį́į́h               | -chą́ą́ʼ   |
| Conclusivo                             | -chin      | -chą́ą́ʼ   | -chį́į́ł              | -chįįh               | -chą́ą́ʼ   |
| Semelfactivo                           | -chįh      | -chįh    | -chįh               | -chįh                | -chįh    |
| Repetitivo                             | -chą́ą́ʼ     | –        | –                   | –                    | –        |
| Conativo                               | -chį́į́h     | –        | –                   | –                    | –        |
| Cursivo                                | –          | –        | -chį́į́ł/-chį́į́h       | –                    | –        |

Conforme acima, algumas combinações de Aspectos a Modos não ocorrem em função da semântica própria e particular de cada verbo. Além disso, há aspectos que simplesmente não existem num determinado verbo. Os padrões para alterações na raiz do verbo são complexos, ocorrendo algumas homofonias, o que foi estudado por Hardy (1979).

#### Alternância yi-/bi
Como na maior parte das Línguas Atabascanas do Sul, o navajo marca, nos substantivos, os diversos níveis hierárquicos de coisas como vida, instintos, forças (animação). Esses níveis vão desde o mais inteligente/ forte/ vivo - humanos ou relâmpagos (!) – até os menos animados, menos "físicos" – abstrações;
Conforme Young & Morgan (1987), temos:
‘Humanos / relâmpagos → crianças / animais grandes → animais de porte médio → animais pequenos → insetos → forças da natureza → plantas / objetos inanimados → abstrações
Em geral, o Substantivo de maior hierarquia (animação) numa frase aparece primeiro e o de menor animação vem depois. Se ambos estiverem no mesmo grau de animação, qualquer ordem é correta. As duas frases do exemplo – (1) e (2) - a seguir estão corretas.
O prefixo yi- no verbo indica que o primeiro Substantivo é o Sujeito e bi- indica que o Sujeito é o Segundo Substantivo.
| (1) | Ashkii                    | at'ééd | yiníł'į́. |
|     | menino                    | menina | yi-olha  |
|     | ’ O menino olha a menina' |        |          |

| (2) | At'ééd                           | ashkii | biníł'į́. |
|     | menina                           | menino | bi-olha  |
|     | 'A menina é olhada pelo menino.' |        |          |

A frase (3) soa estranha aos Navajo, pois o menos ‘animado" aparece antes do Substantivo mais "animado".
| (3) | * Tsídii                   | at'ééd | yishtąsh. |
|     | pássaro                    | menina | yi-picar  |
|     | 'O pássaro picou a menina' |        |           |

Para expressar essa ideia, o mais "animado" deve aparecer antes - frase (4):
| (4) | At'ééd                             | tsídii  | bishtąsh. |
|     | menina                             | pássaro | bi-picar  |
|     | 'a menina foi picada pelo pássaro' |         |           |

Observe-se que, mesmo que a frase (4) traduzida para o português esteja na voz passiva, em Navajo não é passiva. Os verbos passivos são formados por Prefixos "classificadores" (de transitividade) que ficam logo antes da Raiz do Verbo – posição 9. Os Prefixos yi-/bi- não marcam Voz passiva ou ativa, mas Linguagem Direta ou Reversa.

### Numerais
A Língua Navajo usa o Sistema Decimal, havendo palavras para cada um dos números Base de 1 a 10. Os numerais de 11 a 19 são formados pela adição de um Sufixo "mais dez" aos numerais de 1 a 9. Os numerais das dezenas de 20 a 100 são formados por Sufixo "vezes 10" junto aos numerais base 2 a 10.
Para os numerais maiores que 20 que não sejam dezenas inteiras, há dois tipos de formação:
Para 21 a 29 e 41 a 49 as Unidades (base) são aplicadas com Sufixos às Dezenas (10 x unid);
Para 33 a 39 e 51 a 99 a formação é Dezenas + a expressão "e em adição a isso" + Unidade, uma só palavra;
Para as centenas inteiras 100 a 900 aplica-se a enclítica multiplicativa -di após o numeral 1 a 9 e em separado a palavra neeznádiin (centena).
Para os milhares inteiros 1000 a 9000 aplica-se a enclítica multiplicativa -di após o numeral 1 a 9 e em separado a palavra mííl' (mil, do espanhol).; Os numerais inteiros de um a dez Milhões são formados pela raiz -tsoh "grande" precedida de mííl, precedidos ainda do numeral de 1 a 9 como palavra separada.

## Exemplo de Texto
Um parágrafo de uma história de Young & Morgan (1987).
Diné bizaad:
Ashiiké tʼóó diigis léiʼ tółikaní łaʼ ádiilnííł dóó nihaa nahidoonih níigo yee hodeezʼą́ jiní. Áko tʼáá ałʼąą chʼil naʼatłʼoʼii kʼiidiilá dóó hááhgóóshį́į́ yinaalnishgo tʼáá áłah chʼil naʼatłʼoʼii néineestʼą́ jiní. Áádóó tółikaní áyiilaago tʼáá bíhígíí tʼáá ałʼąą tłʼízíkágí yiiʼ haidééłbįįd jiní. "Háadida díí tółikaní yígíí doo łaʼ ahaʼdiidził da," níigo ahaʼdeetʼą́ jiníʼ. Áádóó baa nahidoonih biniiyé kintahgóó dah yidiiłjid jiníʼ....
Versão em Português:
Alguns rapazes malucos decidiram fazer vinho para vender, então cada um deles plantou uma vinhas, trabalhou duro na mesma que cresceu até a maturidade. Tendo feito o vinho, cada um encheu um bolsa de pele de cabra com ele. Entre si eles concordaram que nunca nenhum deles daria de beber um ao outro, partiram para cidade, carregando as bolsas nas costas.